# Sherburn (Minnesota)
Sherburn – miasto w Stanach Zjednoczonych, w stanie Minnesota, w hrabstwie Martin.